# Centropyge heraldi
El pez ángel enano amarillo (Centropyge heraldi) es un pez marino, del género Centropyge, cuyos componentes se denominan comúnmente peces ángel enanos, y pertenece a la familia de los Pomacanthidae. 
Es uno de los peces marinos disponibles en el mercado de acuariofilia marina. Su población salvaje es abundante, siendo una especie común y estable.

## Morfología
De cuerpo aplanado lateralmente y con aspecto de punta de flecha, como todo el género, su color es amarillo intenso o amarillo anaranjado y uniforme. Tiene una mancha color oliva delante del ojo.
Alcanza los 10 cm de largo.

## Hábitat y distribución
En laderas exteriores de arrecifes coralinos, ocasionalmente en lagunas protegidas, y entre 5 y 90 metros de profundidad.
Suelen habitar en arenes de 2 a 4 individuos, no siendo frecuentes los grupos salvo en juveniles. Se protegen entre corales.
Clima tropical: 32°N - 24°S. Se distribuye en el océano Pacífico, siendo nativo en Samoa, Australia, islas Cook, Guam, Indonesia, Japón, islas Marshall, Estados Federados de Micronesia, Marianas, Nueva Caledonia, Palau, Papúa Nueva Guinea, Filipinas, Pitcairn, islas Ryukyu, Samoa, Tahití, Taiwán, Tonga, Tuamotu y Viet Nam.

## Alimentación
Principalmente herbívoro, aunque come pequeños crustáceos y copépodos. 

## Reproducción
En la naturaleza, la reproducción se da tras la puesta de sol. Las hembras esperan la llegada del macho, que elegirá la pareja afortunada. Los huevos fertilizados ascienden hasta la superficie del océano, mezclándose con el plancton. 

## Mantenimiento
Requieren acuarios de arrecife maduros, con roca viva para poder esconderse y macroalgas para su alimentación. Este factor es clave para su mantenimiento en cautividad, ya que aunque acepta artemia o mysis congelados, hay que garantizar su alimentación herbívora con espirulina, alga nori u otros preparados vegetales. 
El mayor problema de adaptación a cautividad de estos animales es el estrés que derivará en la aparición de parásitos como el punto blanco marino. Es recomendable la utilización de esterilizadores ultravioleta para la eliminación de las plagas patógenas.